# Spica (gruppo musicale)
Le Spica (스피카?) sono una gruppo musicale sudcoreano, formatosi a Seul nel 2012.

## Storia
Il 10 gennaio 2012, le Spica pubblicarono il primo singolo digitale, "Doggedly", il cui video musicale attirò molta attenzione per l'apparizione della cantante Lee Hyori. Il debutto formale avvenne il 31 gennaio con l'uscita dell'EP Russian Roulette, ripubblicato il 29 marzo con il titolo di Painkiller. Il loro secondo EP, Lonely, uscì il 21 novembre e raggiunse l'ottava posizione nella classifica settimanale Circle Chart.
Il 27 agosto 2013, le Spica pubblicarono il singolo digitale "Tonight", che vide nuovamente la partecipazione di Lee Hyori nel ruolo di produttrice insieme al marito, Lee Sangsun, e che entrò nella top 10 della Gaon Chart per la settimana 25-31 agosto 2013. Anche la canzone successiva, "You Don't Love Me", pubblicata il 26 gennaio 2014, fu prodotta da Lee. In seguito, le Spica realizzarono la colonna sonora per la serie Manyeo-ui yon-ae, dal titolo "Witch's Diary". Ad agosto, diedero il via ad una partnership con Billboard per registrare il primo singolo in inglese, "I Did It", debuttando negli Stati Uniti al KCON. Un mese dopo, la prima sub-unità, le Spica.S (Spica Special), composta da Sihyun, Narae, Jiwon e Bohyung, debuttò con il singolo digitale "Give Your Love", mentre il 5 novembre il gruppo al completo pubblicò la canzone "Ghost".
A marzo 2015, registrarono "Because of You" per la colonna sonora di Super Daddy Yeol.

## Formazione
- Sihyun (29 novembre 1986) – voce, rapper (2012-)
- Boa (14 agosto 1987) – voce (2012-)
- Narae (23 febbraio 1988) – voce (2012-)
- Jiwon (5 aprile 1988) – voce (2012-)
- Bohyung (31 marzo 1989) – voce (2012-)

## Discografia

### EP
- 2012 - Russian Roulette
- 2012 - Lonely

### Singoli
- 2012 - Doggedly
- 2012 - I'll Be There
- 2013 - Tonight
- 2014 - You Don't Love Me
- 2014 - Ghost
- 2014 - I Did It

### Colonne sonore
- 2013 – "Your Dance" (feat. Space Cowboy – Mnet's Dancing 9 OST)
- 2014 – "Witch's Diary" (Manyeo-ui yon-ae OST)
- 2015 – "Because of You" (Super Daddy Yeol OST)

## Riconoscimenti
- 2012 – Mnet Asian Music Awards
  - Nomination Miglior nuovo artista femminile